# Tichov
Tichov är en ort i Tjeckien.   Den ligger i regionen Zlín, i den östra delen av landet, 280 km öster om huvudstaden Prag. Tichov ligger 463 meter över havet och antalet invånare är 336.
Terrängen runt Tichov är kuperad åt nordost, men åt sydväst är den platt. Runt Tichov är det ganska tätbefolkat, med 83 invånare per kvadratkilometer. Närmaste större samhälle är Vsetín, 17,9 km norr om Tichov. Omgivningarna runt Tichov är en mosaik av jordbruksmark och naturlig växtlighet.